# Квартет (мультфильм, 1935)
«Кварте́т» — советский рисованный мультфильм, созданный в 1935 году по мотивам одноимённой басни И. А. Крылова на «Мосфильме». Вышел на экраны 21 января 1936 года. Фильм утрачен, сохранилось лишь несколько кадров.

## Сюжет
Наслушавшись песен сладкоголосого Соловья, тут же под деревом Медведь, Осёл, Козёл и Мартышка решают создать музыкальный квартет. Однако, как они не стараются, музыка у них не идёт на лад.
Герои отправляются на обучение в лесную консерваторию. После музыкальных занятий с профессором Марабу четверо зверей с успехом выступают перед жителями леса в отчётном концерте.

## Создатели
- Авторы сценария: Эммануил Двинский, Александр Иванов, Пантелеймон Сазонов
- Режиссёры: Александр Иванов, Пантелеймон Сазонов
- Художники: Александр Иванов, Пантелеймон Сазонов, Юрий Попов, Александра Снежко-Блоцкая, В. Купер, Лидия Резцова
- Композитор: Александр Варламов
- Звукооператор: А. Свердлов
- Звукооформитель: Яков Харон
- Ассистент художника: Геннадий Филиппов

## О мультфильме
Фильм создан на студии № 5 «Мосфильма». Предваряя выход на экраны, газета «Вечерняя Москва» в заметке «Певучая басня» анонсировала:

…обученные музыке проказница мартышка, осёл, козёл и косолапый Мишка возвращаются из консерватории, стройно играя на своих инструментах и весело выплясывая в такт: в новой редакции марш «Весёлых ребят» звучит с экрана.
Чудесно играет квартет, скомпрометированный когда-то дедушкой Крыловым!
— Д. Кальм, «Вечерняя Москва» № 181 1935
Газета «Кино» откликнулась на выход фильма: «В „Квартете“ остроумно построен чёткий, мультипликационный сюжет, найдены тонкие комические детали, достигнута настоящая выразительность рисунка». Газета «Правда» написала, что «если говорить о достижениях в области создания советского короткого мультипликационного фильма, надо в первую очередь отметить „Квартет“ (режиссёры-художники А. Иванов и П. Сазонов)».
Историк кинематографа Семён Гинзбург называл «Квартет» самым популярным советским мультфильмом 1930-х годов и относил его «к числу настоящих художественных удач». Он отмечал, что «его идейным достоинствам сопутствовали достоинства художественные». По его мнению, «фильм отличался хорошим темпом, ясностью сюжетного развития», а «движение, мимика персонажей раскрывали их характеры». Персонажи из мультфильма впоследствии неоднократно появлялись в других работах Иванова[каких?].
В книге «Наши мультфильмы» советский художник-мультипликатор Евгений Мигунов назвал фильм этапным для советской мультипликации. Он сравнивал успех фильма с успехом «Весёлых ребят». По его словам, музыка А. Варламова сразу запоминалась, её часто играли с эстрад, а «маски осла, козла, медведя и мартышки продавали в магазинах культтоваров» и «карнавалы и праздники не обходились без них».
Экранизация басни была сделана в новой для российской мультипликации того времени «диснеевской» манере. В ряде отзывов авторов фильма упрекали в этом. В частности, было мнение, что фильм «был бы более значительным, если бы его персонажи решались художниками в плане басенных произведений русского изобразительного искусства, а не как подражание Диснею».
Кинокритик Лариса Малюкова в книге «СВЕРХ/КИНО» (2013) дала иную оценку: «Зрительский успех по праву приобрёл фильм „Квартет“ Александра Иванова, Пантелеймона Сазонова, Эммануила Двинского (1935), где диснеевская техника была удачно интегрирована в чисто русский материал — хрестоматийную басню Крылова».